# Carla Neisen
Carla Neisen (n. 8 martie 1996, Beaumont, Auvergne, Franța) este o sportivă ce a reprezentat Franța, medaliată olimpică. A participat la o ediție a Jocurilor Olimpice (2020) în care a câștigat o medalie de argint.

## Participări
Lista de mai jos prezintă principalele competiții la care a participat Carla Neisen de-a lungul carierei.
- Rugby în VII la Jocurile Olimpice de vară din 2020 - turneul feminin[3]